# Virginia Satir

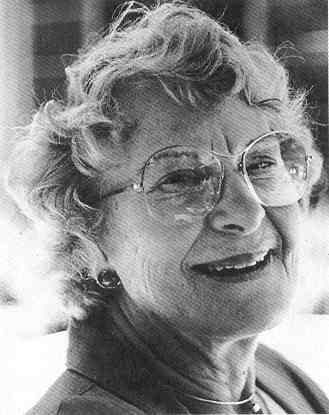
Virginia Satir

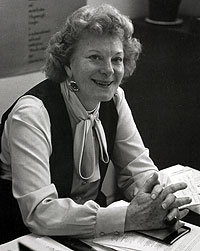
Virginia Satir

Virginia Satir (Neillsville (Wisconsin), 26 juni 1916 – Menlo Park, 10 september 1988) was een Amerikaans psychologe. Ze was een van de belangrijkste gezinstherapeuten en was grondlegger van enkele van de eerste theorieën in de gezinstherapie.

## Leven
Satir leerde gezinsdynamiek aan het Illinois State Psychiatric Institute en gaf tot aan haar dood voordrachten en cursussen. Als docent hield ze zich bezig met de ouder-kindconsultatie en deed in het sociaal werk veel ervaring op binnen het thema gezin. Ze studeerde aan de Universiteit van Chicago en slaagde voor haar B.A. in Onderwijs in 1936. Midden jaren vijftig van de 20e eeuw had ze voor het eerst het idee, in plaats van afzonderlijke personen, het gehele gezin in therapie te nemen. Zo maakte ze in opstellingen gezinsleden bewust van generatieoverschrijdende patronen en problematiek binnen de gezinssamenstelling. In 1958 richtte ze samen met Don Jackson en Jules Ruskin het Mental Research Institute op in Palo Alto bij Stanford (Californië). Het was ook in deze tijd dat ze begon met de opleiding van therapeuten. Hiermee ontstond het eerste gezinstherapeutische opleidingsprogramma van de VS.
Ze overleed op 72-jarige leeftijd thuis aan alvleesklierkanker.

## Haar werk
Het werken met gezinsproblematiek vanaf 1958 aan het Mental Research Institute wordt aangevuld door verschillende publicaties en als docent aan voornamelijk het Esalen-instituut in 1963. Haar systeemtherapie en de door haar ontwikkelde familiesculptuur had ook een belangrijke invloed op andere therapievormen.

### Pionier in de gezinstherapie
Tegenwoordig laten veel therapeuten zich nog steeds leiden door de uitspraken van Satir over de gezinstherapie. Problemen worden niet geïsoleerd binnen de gezinstherapie gezien, maar het gedrag van alle gezinsleden wordt meegenomen. Door gesprekken, gezinsopstellingen en een viertal creatieve methoden komt er inzicht in de innerlijke processen van het gezin en gewaarwording van verborgen structuren en verbindingen. Het vlechtwerk van verbindingen wordt stuk voor stuk ontward, opdat verstrikkingen ontknoopt kunnen worden. De systemische familietherapie gaat ervan uit, dat er in het gezin zelfhelende krachten aanwezig zijn die in de therapie gemobiliseerd kunnen worden. Hierdoor wordt het voor het gezin mogelijk een groot deel van de problemen zonder duurzame therapeutische ondersteuning op te lossen.
In de eerste 50 jaren van de 20e eeuw was psychotherapie een aangelegenheid tussen twee personen: de therapeut en de cliënt. De regels voor een afzonderlijke aanpak waren heel streng, zodat therapeuten langere tijd het niet aandurfden meerdere gezinsleden tegelijk uit te nodigen voor een gesprek.
Naast anderen was Satir belangrijk voor het zogenaamde ontwikkelingsgeoriënteerde of centrale belevingsprincipe. Concepten op dit gebied richten zich op de humanistische psychologie, een van de drie pijlers onder de hedendaagse psychologie en een optimistisch model van de mens en mensheid zelf: de voorstelling dat de mens in essentie goed is en in staat met de moeilijkheden van het leven op een manier af te rekenen die op respect en liefde is gebaseerd, mits de betrokkene de mogelijkheid heeft werkelijk vrij te beslissen. In dit principe is de eigenwaarde van een persoon de sleutel van alle fenomenen van onze geestelijke en sociale leven. Een persoon die geleerd heeft zichzelf te waarderen zal in de gelegenheid zijn, congruent en helder te communiceren en alle problemen met respect voor de vrijheid voor elk ander persoon op te lossen. Therapie wordt in dit concept gezien als een mogelijkheid, mensen te helpen een stabiele eigenwaarde te ontwikkelen, zodat ze het aandurven hun ware ja's en ware nee's uit te spreken, ofwel te zeggen wat ze werkelijk vinden en willen en niet te zeggen wat ze denken dat van hen verwacht wordt. Het principe van deze techniek speelt een grote rol in de Familiesculptuur.

### Familiesculptuur - Gezinsreconstructie - Opstellingen voor gezinnen
De Familiesculptuur is een door Satir ontwikkelde systeemtherapie die inzicht geeft over de persoon zelf, de relatie tot andere mensen en de samenstelling van het gezin. Relaties en gedrag van gezinsleden kunnen in een afbeelding symbolisch uitgebeeld worden.
Wanneer men het herkomstgezin in kaart brengt, worden onzichtbare verbindingen en vastgelopen communicatiepatronen inzichtelijk. Relatieconflicten en ziekmakende verbindingen worden herkend en kunnen opgelost worden.
De gezinsculptuur moet niet verward worden met de familieopstelling die tegenwoordig in brede kring weerklank vindt (Bert Hellinger: "De familieopstelling heeft niet genezing in eigenlijke zin tot doel, maar is een groeiimpuls."). Het systemisch fenomenologische opstellingswerk heeft in de laatste 20 jaren uit verschillende richtingen impulsen gekend. Het werk met de familiesculptuur en gezinsreconstructie van Satir, de familieopstelling (Thea Schönfelder en Bert Hellinger), alsook de organisatieopstelling (o.a. Klaus Grochowiak, Gunthard Weber en in Nederland: Egbert Kinds) zijn belangrijke passages in het ontwikkelingsproces.

### Satirs beginsel van zelfwaarde en nut van het basisvermogen
Het was Satir eraan gelegen van mensen de mogelijkheden op te tekenen hoe ze hun basisvermogen kunnen benutten. Verder wilde ze groei en vrede bevorderen. Deze grondhouding drukte ze in vijf vrijheden uit:
- De vrijheid te zien en te horen wat er op een moment werkelijk is. In tegenstelling tot wat er zou moeten zijn, geweest is of nog zal zijn.
- De vrijheid datgene uit te spreken wat ik werkelijk voel en denk. En niet datgene wat van mij verwacht wordt of dat ik denk dat men van mij verwacht.
- De vrijheid mijn gevoelens toe te laten. En die gevoelens niet in te ruilen voor andere.
- De vrijheid om datgene te vragen wat ik nodig heb. En niet altijd op toestemming te wachten.
- De vrijheid met eigen verantwoording risico's aan te gaan. In plaats van alleen het zekere voor het onzekere te nemen en niets nieuws te durven uitproberen.

### Satirs vier methoden voor inzicht in innerlijke processen
Satir hield zich intensief bezigmet de communicatie in het gezin. Zij ontwikkelde een communicatiemodel dat vier negatief uitwerkende communicatiesoorten kent:
- Geruststellen. Ik doe altijd alles fout. Het daartoe behorende gevoel: ik moet iedereen gelukkig maken opdat men van mij houdt.
- Aanklagen. Jij doet nooit iets goed. Het daartoe behorende gevoel: niemand bekommert zich om mij. Zo lang ik niet om mij heen brul, doet sowieso niemand iets.
- Rationaliseren. Het daartoe behorende gevoel: ik moet anderen laten zien hoe intelligent ik ben. Logica en goede gedachten zijn het enige ware.
- Aandacht afleiden. Het daartoe behorende gevoel: ik zal de aandacht wel krijgen, maakt niet uit welk gedrag ik daarvoor moet opvoeren.

### Invloeden op andere vormen van de psychotherapie
- In 1963 was Satir een van de eerste docenten aan het Esalen-instituut in Californië, waar ze samenwerkte met Moshe Feldenkrais, Randolphe Stone (polariteittherapie), Jacob Levy Moreno (psychodrama), Fritz Perls / Paul Goodman (gestalttherapie en daarmee ook van de integratieve lichaamspsychotherapie (IBP) van Jack Lee Rosenberg) en Alexander Lowen (bioenergetische analyse).
- De systeemtherapie van Satir werd intensief door Richard Bandler en John Grinder bestudeerd en werd een van de drie fundamentele modellen in neuro-linguïstisch programmeren (NLP).
- De Systeemtherapie van Satir is een van de aanzetten van Bert Hellingers familieopstelling-therapie.

De beïnvloeding was wederkerig. Satir gebruikte op haar beurt de indertijd bekende rollenspelmethoden uit het psychodrama en elementen uit de gestalttherapie.
Satir was niet gelukkig met de toe-eigening van haar werk door de NLP'ers en zette haar werk onafhankelijk voort. Jerry Weinberg besloot, na meer dan tien jaar intensieve betrokkenheid bij NLP-trainingen, met Satir te gaan werken. De laatste jaren van haar leven tot haar dood werkte ze samen met hem en met Jean McLendon.